# Rügener Personennahverkehrs GmbH
Die Rügener Personennahverkehrs GmbH (RPNV) war das größte Verkehrsunternehmen auf der Insel Rügen. Die RPNV bediente die gesamte Insel Rügen und die Hansestadt Stralsund mit über 25 Linien sowie eine Insel-Buslinie für die benachbarte Insel Hiddensee. Nach der Kreisgebietsreform von 2011 ging sie in der Verkehrsgesellschaft Vorpommern-Rügen (VVR) auf.

## Geschichte
Das Unternehmen wurde 1992 als GmbH vom Landkreis Rügen gegründet und ging aus dem um 1953 gegründeten „VEB Kraftverkehr Rügen“ hervor. In der Vergangenheit wurden neben dem Personenlinienverkehr auch Gütertransporte durchgeführt. Gegründet wurde das Unternehmen mit vier Bussen, Traktoren, LKW und Taxis; später gehörte ein Teil zum Stralsunder Unternehmen „Kraftverkehr Ostseetrans Stralsund“. Die RPNV ist heute mit an die 100 Mitarbeitern das größte Verkehrsunternehmen auf der Insel Rügen. Im Dezember 2013 wurde vom Landkreis Vorpommern-Rügen der neue Nahverkehrsplan für den Kreis beschlossen. Dieser beinhaltet von einigen Änderungen im Fahrplan auf das Mindestangebot auch die Fusion des RPNV mit den Stralsunder Nahverkehr, KVG und der Verkehrsgemeinschaft Nordvorpommern zu der Verkehrsgesellschaft Vorpommern-Rügen mbH (VVR).

## Linien
| Nummer | von ↔ nach                                          | über                                        |
| ------ | --------------------------------------------------- | ------------------------------------------- |
| 10     | Wiek ↔ Dranske                                      | Altenkirchen, Breege                        |
| 11     | Altenkirchen ↔ Putgarten                            | (Umstieg in Arkonabahn möglich)             |
| 12     | Dranske, Bug ↔ Bergen                               | Altenkirchen, Sagard, Lietzow, Ralswiek     |
| 13     | Sassnitz ↔ Dranske                                  | Sagard, Wiek, Altenkirchen                  |
| 14     | Sassnitz ↔ Glowe                                    | Sagard, Lohme, Königsstuhl                  |
| 18     | Sassnitz (Wedding) ↔ Sassnitz (RügenerRing)         | Busbahnhof, Sassnitz (Neuer Friedhof)       |
| 18     | Sassnitz (Busbahnhof) ↔ Sassnitz (Fährhafen Mukran) | Sassnitz (Neuer Friedhof)                   |
| 19     | Hagen (Parkplatz) ↔ Königstuhl                      | Pendelbus                                   |
| 20     | Königstuhl ↔ Klein Zicker                           | Sassnitz, Binz, Serams (Wendeplatz), Göhren |
| BUSkam | Ortsbus Göhren                                      | Göhren -> Lobbe -> Göhren                   |
| 24     | Bergen ↔ Klein Zicker                               | Zirkow, Serams (Wendeplatz), Göhren         |
| 25     | Sellin (Seebrücke) ↔ Neu Reddevitz                  | Ortsbus                                     |
| 28     | Bergen ↔ Binz                                       | Karow, Lubkow                               |
| 29     | Bergen ↔ Stedar                                     | Buschvitz                                   |
| 30     | Bergen/Serams (Wpl) ↔ Stralsund                     | Putbus, Garz, Stralsund                     |
| 31     | Bergen ↔ Lauterbach(Hafen)                          | Tilzow, Kettelshagen                        |
| 32     | Bergen (Busbahnhof) ↔ Bergen (Busbahnhof)           | Stadtlinie                                  |
| 33     | Bergen ↔ Zicker                                     | Sehlen, Garz                                |
| 34     | Garz ↔ Samtens                                      | Berglase                                    |
| 35     | Bergen ↔ Schaprode/Wittower Fähre                   | Gingst, Trent                               |
| 37     | Bergen ↔ Vieregge                                   | Rappin                                      |
| 38     | Bergen ↔ Waase (Ummanz)                             | Rappin, Gingst                              |
| 39     | Bergen ↔ Ralswiek Ort                               | Störtebekerbus (nur zu den Spielzeiten)     |
| 40     | Bergen ↔ Gingst                                     | Samtens                                     |
| 41     | Bergen/Gingst ↔ Stralsund                           | Samtens                                     |
| 42     | Serams Wpl ↔ Rambin                                 | Zirkow, Putbus, Garz                        |
| 59     | Grieben ↔ Neuendorf                                 | Kloster, Vitte (alle Orte: Hiddensee)       |

In der Hauptsaison bot die RPNV eine Busverbindung (nur einmal am Tag) vom Ostseebad Göhren nach Putgarten über Sassnitz, Sagard und Altenkirchen an. Diese startete morgens in Göhren und endet abends wieder dort.

## Fuhrpark
Die RPNV unterhielt in ihrem Fuhrpark 56 Busse. Einen großen Anteil hatten dabei Fahrzeuge der Hersteller Neoplan und Solaris, darüber hinaus waren Busse von Mercedes-Benz, MAN, Volvo und Fiat vorhanden.

## Weblink
- RPNV